# Batalla de Trenton
La batalla de Trenton tomó lugar el 26 de diciembre de 1776, durante la guerra de Independencia de los Estados Unidos después de la travesía del río Delaware por parte del general George Washington hacia Trenton, Nueva Jersey. El general George Washington condujo al principal Ejército Continental a través del río durante la noche de 25 a 26 de diciembre, para sorprender y virtualmente eliminar a la guarnición hessiana. El monumento de la batalla de Trenton (en inglés: Trenton Battle Monument) erigido en el "Five Points" sigue de pie hasta la actualidad como tributo a esta victoria crucial estadounidense.

## Batalla
En horas de la mañana, los hessianos habían establecido su puesto de mando en la carretera Pennington a una milla al noroeste de Trenton. Washington lideró el ataque al frente de sus soldados. El comandante del puesto de avanzada de los hessianos, el teniente Andreas von Wiederholdt, al salir de su tienda, fue atacado por un estadounidense que le disparó. Wiederholdt gritó: "Der Feind!" (¡El Enemigo!) Y otros hessianos salieron. Los estadounidenses dispararon tres salvas y los hessianos hicieron un disparo. Washington le ordenó a Edward Hand, a los fusileros de Pensilvania y a un batallón de infantería de habla alemana que bloqueara la carretera que llevaba a Princeton. Atacaron el puesto avanzado de los hessianos en ese patio y Wiederholdt pronto se dio cuenta de que ese ataque era más que una simple escaramuza. 
Ver a los hessianos en retirada desde el puesto de avanzada llevó a sus hombres a hacer lo mismo. Ambos destacamentos hessianos hicieron retiradas organizadas, disparando mientras retrocedían. En las tierras altas en el extremo norte de Trenton, se les unió una compañía del regimiento Lossberg. Ellos hicieron frente a los americanos, retrocediendo lentamente, manteniendo el fuego permanente y el usando las casas para esconderse. Una vez en Trenton, ganaron fuego de cobertura de otras compañías de guardias hessianos apostados a las afueras de la ciudad. Otra compañía de guardias cerca del río Delaware se precipitó al este en su ayuda, dejando abierto el camino del río en Trenton. Washington ordenó cortar la ruta de escape de Princeton, envío infantería ordenadamente de la batalla para bloquearlo, mientras que la artillería se formaba en las calles King y Queens.
Liderando la columna sur de América, el General Sullivan entró en Trenton por el camino abandonado del río y bloqueó el único cruce sobre el Assunpink Creek para cortar la huida de los hessianos. Sullivan detuvo brevemente su avance para asegurarse de que la división de Greene tuviera tiempo para presionar a los hessianos a sus puestos de avanzada en el norte. Poco después, continuaron su avance, atacando el Hermitage, la casa de Filemón Dickinson, donde se encontraban 50 Jäger bajo el mando del teniente von Grothausen. El Teniente von Grothausen llamó a 12 de sus Jäger en combate contra la vanguardia, pero solo habían avanzado unos cien metros cuando vio una columna de los estadounidenses que avanzan a la Ermita, tratando de enviar al cuartel de los hessianos, se le unieron el resto de los Jäger. Tras el intercambio de una volea, dieron media vuelta y corrieron, algunos tratando de nadar a través del arroyo, mientras que otros escaparon por la ruta del puente, que aún no había sido cortada. Los 20 Dragonarios británicos también huyeron. Como Greene y columnas de Sullivan entraban a la ciudad, Washington se trasladó a un terreno elevado al norte de las calles King y Queens para ver la batalla y dirigir a sus tropas. En este momento, la artillería estadounidense situada al otro lado del río Delaware entró en acción, devastando las posiciones de los hessianos.
Con el sonido de la alarma, los tres regimientos de los hessianos comenzaron a prepararse para la batalla. El regimiento Rall se formó en la parte inferior de King Street junto con el regimiento Lossberg, mientras que el regimiento Knyphausen se formó en el extremo inferior de Queen Street. El Teniente Piel, ayudante de la Rall, despertó a su comandante, quien encontró que los rebeldes habían tomado la "V" de las dos principales calles de la ciudad. Ese era el lugar en donde los ingenieros habían recomendado la construcción de un reducto. Rall ordenó a su regimiento a atrincherarse en el extremo inferior de King Street, al regimiento Lossberg de prepararse para un avanzar hasta Queen Street y al regimiento Knyphausen de hacer una pausa como reserva para el avance de Rall a King Street. 
El cañón americano estacionado al frente de las dos calles principales rápidamente entró en acción. En respuesta, Rall dirigió su regimiento, con el apoyo de algunas compañías del regimiento Lossberg, para limpiar las armas. Los hessianos formaron filas y comenzaron a avanzar por la calle, pero su formación se rompió rápidamente por las armas estadounidenses y el fuego de los hombres de Mercer que habían tomado las casas del lado izquierdo de la calle. Rompiendo filas los hessianos iniciaron la huida. Rall ordenó a dos cañones de tres libras abrir fuego. Después de disparar seis rondas cada uno, en pocos minutos la mitad de las tropas hessianas fueron diezmadas por cañón estadounidense. Los supervivientes huyeron cubriéndose detrás de las casas y las cercas, y los cañones fueron tomados por los americanos. Después de la captura de los cañones, los hombres bajo el mando de George Weedon avanzaron por King Street. 
En Queen Street, todos los intentos de los hessianos para avanzar por la calle fueron repelidos con armas de fuego, bajo el mando de Thomas Forrest. Después de disparar cuatro rondas cada uno, fueron silenciados dos cañones hessianos. Uno de los obuses de Forrest fue puesto fuera de combate debido a un eje roto. El Regimiento Knyphausen se separó del Lossberg y los regimientos de Rall. El Lossberg y Rall retrocedieron a un campo fuera de la ciudad, teniendo grandes pérdidas debido a la metralla y el fuego de mosquete. En la parte sur de la ciudad, los estadounidenses bajo el mando de Sullivan comenzaron a eliminar a los hessianos, John Stark encabezó una carga con bayonetas con el regimiento Knyphausen, los cuales rompieron las filas hessianas debido a la falta de. Sullivan encabezó una columna de hombres para bloquear la huida de las tropas a través del arroyo.

## Resistencia de los hessianos
Los hessianos trataron de reorganizarse en el campo y hacer un último intento de recuperar la ciudad para que pudieran hacer una ruptura. Rall decidió atacar el flanco de americano desde las alturas al norte de la ciudad. Rall gritó "Forward!” ¡Adelante!, y los hessianos comenzaron a moverse, con la bandera de la brigada, clarines y tambores para ayudar al espíritu de los hessianos.
Washington, aún en un terreno elevado, vio a los hessianos acercarse al flanco americano. Trasladó a sus tropas para asumir la formación de batalla contra el enemigo. Los dos regimientos de los hessianos comenzaron a marchar hacia King Street, pero fueron atrapados en el fuego estadounidense que llegó a ellos desde tres direcciones. Algunos estadounidenses habían tomado posiciones defensivas en el interior de las casas. Algunos civiles se unieron a la lucha contra los hessianos, a pesar de esto, ellos continuaron presionando, recuperando sus cañones. A la cabeza de King Street, Knox vio que los hessianos habían tomado el cañón y ordenó a sus tropas retomarlos. Seis hombres corrieron y, después de una breve lucha, se apoderaron del cañón, convirtiéndolos. Como la mayoría de los hessianos fueron incapaces de disparar sus armas de fuego, sus formaciones se rompieron y comenzaron a dispersarse. Rall fue herido de muerte. Washington condujo a sus tropas hacia abajo desde las alturas mientras gritaba, "Marchen, mis bravos compañeros, ¡después de mí!" La mayor parte de los hessianos se retiraron a un huerto, con los americanos buscándolos de cerca. Fueron rodeados rápidamente, se les ofreció rendición y aceptaron.
A pesar de la orden de unirse a Rall, los restos del Regimiento Knyphausen marcharon por error en la dirección opuesta. Ellos trataron de escapar a través del puente, pero se encontraron que el puente había sido tomado. Los estadounidenses atacaron rápidamente, derrotando un intento de los hessianos de atravesar sus líneas. Rodeado por los hombres de Sullivan, el regimiento se rindió, pocos minutos después que el resto de la brigada.

## Bajas y capturas
Las fuerzas hessianas sufrieron 22 víctimas mortales, 83 heridos graves y 896 capturas. Los norteamericanos sufrieron sólo dos muertos y cinco heridos por heridas de guerra. Incluyendo los soldados estadounidenses que murieron de agotamiento y la enfermedad en los días siguientes, el total de víctimas mortales estadounidenses de la expedición pudieron haber sido más altos que el de los Hessianos.
Los Hessianos capturados fueron enviados a Filadelfia y más tarde Lancaster. En 1777 se les trasladó a Virginia. Rall fue mortalmente herido y murió más tarde ese día en su cuartel general. Los cuatro coroneles de los hessianos en Trenton murieron en la batalla. El regimiento Lossberg fue retirado efectivamente de las fuerzas británicas. Los sobrevivientes del regimiento Knyphausen escaparon hacia el sur, pero Sullivan capturó unos 200 hombres, junto con los cañones y suministros del regimiento. Además, se capturaron aproximadamente 1000 armas y municiones. 
La victoria estadounidense fue ayudada por John Honeyman, quién recolectó inteligencia en Trenton y engañó a los defensores hessianos. Él fue responsable de estimar la fuerza de los defensores hessianos y de convencerlos de que los americanos estaban confusos y en ninguna condición de atacar. También, el clima hizo que la travesía de Washington por el río Delaware casi imposible, lo que les daría en lo posterior el elemento de la sorpresa. Los hessianos enviaban a una patrulla cada noche a inspeccionar para saber si había fuerzas enemigas próximas, pero no fueron enviadas aquella noche debido a la tormenta.

## Consecuencias

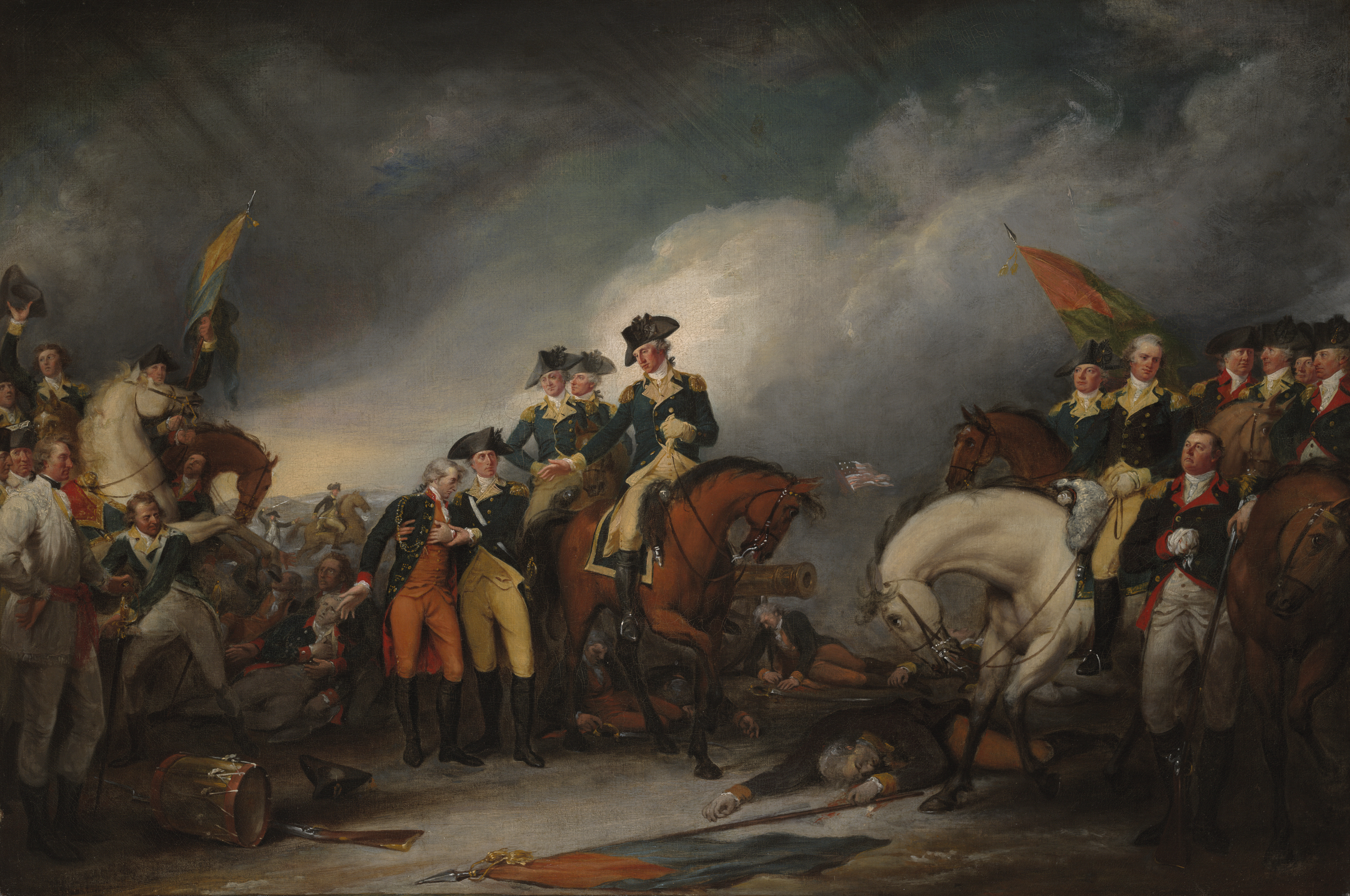
Rendición de las tropas mercenarias de Hesse.

Para el mediodía, las fuerzas de Washington había movido a sus enemigos a cruzar el río Delaware nuevamente dentro de Pensilvania, tomando sus presos y capturando recursos con ellos. Esta batalla dio al Congreso Continental una nueva confianza porque esto probó que las fuerzas coloniales podrían derrotar a las regulares. También aumentó los reenganches en las fuerzas del Ejército Continental. Los coloniales ahora se habían probado contra un ejército europeo y el miedo hacia los hessianos que inspiraban con anterioridad se rompió ese año en Nueva York. Como el Capitán John Ewald (de los Jägers), que estaba con Donop en el Mt. Holly a la hora del ataque, dijo de los colonos más adelante, " Debemos ahora darles el honor de las fortificaciones".